# ボーボージーパゴダ

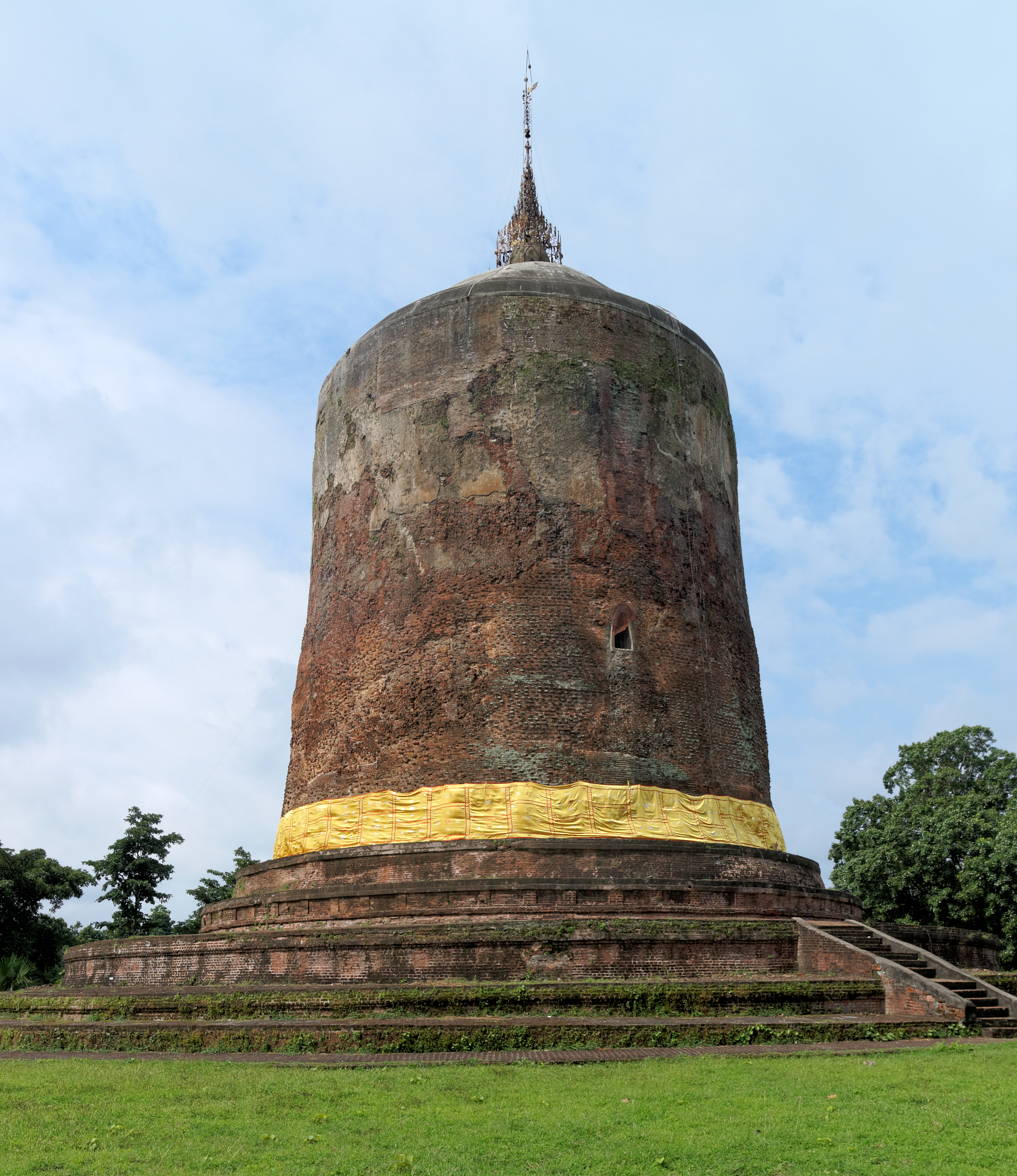
ボーボージーパゴダ

ボーボージーパゴダ（ဘောဘောကြီးစေတီ）はミャンマーのタレキッタラー（သရေခေတ္တရာ）の西南に有るパゴダである。ピュー族の王朝時代初期の5世紀ごろの建立。ドッタバウン王（ဒွတ္တဘောင်မင်းကြီး）が建立した9基のパゴダの1つがこのボーボージーパゴダであるとされている。